# دافی، قلمرو پایتختی استرالیا
دافی (به انگلیسی: Duffy) یک حومه شهر در استرالیا است که در قلمرو پایتختی استرالیا واقع شده‌است.